# Ikeda taenioides
Ikeda taenioides is een lepelworm uit de familie Ikedidae.
De wetenschappelijke naam van de soort werd in 1904 gepubliceerd door Ikeda.